# Thomisidites hercynicus
Thomisidites hercynicus Straus, 1967 è un ragno fossile appartenente alla famiglia Thomisidae.
È l'unica specie nota del genere Thomisidites.

## Caratteristiche
Genere fossile risalente al Neogene. I ragni sono costituiti da parti molli molto difficili da conservare dopo la morte; infatti i pochi resti fossili di aracnidi sono dovuti a condizioni eccezionali di seppellimento e solidificazione dei sedimenti.

## Distribuzione
La specie è stata rinvenuta nei dintorni della cittadina tedesca di Willershausen, appartenente alla regione dell'Assia.

## Tassonomia
Dal 1967 non sono stati esaminati altri esemplari, né sono state descritte sottospecie al 2015.